# Monognathidae
I Monognathidae sono una famiglia di pesci ossei abissali dell'ordine Saccopharyngiformes. Comprende il solo genere Monognathus.

## Distribuzione e habitat
Sono diffusi in tutti gli oceani, sono però sconosciuti nel mar Mediterraneo. Vivono nel piano abissale, nella maggior parte dei casi gli esemplari sono stati catturati a profondità maggiori di 2000 metri.

## Descrizione
Questi pesci hanno un aspetto singolare a causa dell'assenza della mascella superiore. Il corpo ha un aspetto anguilliforme, sottile, le pinne dorsale e anale sono lunghe e si uniscono all'estremità caudale del corpo senza una pinna caudale riconoscibile. Le pinne pari (pinne pettorali e pinne ventrali) sono assenti. Le pinne non hanno supporto osseo interno. Le zanne rostrali sono connesse a ghiandole non si sa se velenifere.
Le dimensioni massime sono di 15,9 cm. Monognathus rajui è la specie più grande.

## Biologia
La biologia di questi pesci è completamente ignota.

## Specie
- Genere Monognathus
  - Monognathus ahlstromi
  - Monognathus berteli
  - Monognathus bertini
  - Monognathus boehlkei
  - Monognathus bruuni
  - Monognathus herringi
  - Monognathus isaacsi
  - Monognathus jesperseni
  - Monognathus jesse
  - Monognathus nigeli
  - Monognathus ozawai
  - Monognathus rajui
  - Monognathus rosenblatti
  - Monognathus smithi
  - Monognathus taningi[2]